# Robert Małecki
Robert Małecki (* 1977, Toruň, Polsko) je polský spisovatel, zaměřující se na detektivní romány.

## Životopis
Studoval politologii na Akademii Bydgoskiej a filozofii na Univerzitě Mikuláše Koperníka v Toruni. Poté pracoval jako novinář v několika denících a řídil oddělení komunikace na městském úřadu v Toruni. V současnosti (2023) pracuje jako spisovatel na volné noze.

## Dílo
- Koszmary Zasną Ostatnie. 2018.
- Najgorsze dopiero nadejdzie. Poznań 2019.
- Najsłabsze ogniwo. Poznań 2021.
- Porzuć Swój Strach. 2021.
- Skaza. Poznań 2018.
- Urwisko. Kraków 2023.
- Wada. Poznań 2018.
- Wiatrołomy. Kraków 2022.
- Wstyd. Poznań 2022.
- Zadra. Poznań 2019.
- Zapadlina. Kraków 2024.
- Zmora. Poznań 2021.
- Zrost. Kraków 2023.
- Żałobnica. Poznań 2020.